# Petitot River
Petitot River är en flod i Northwest Territories, British Columbia och Alberta i Kanada. Den rinner huvudsakligen västerut från Beatty Lake i Alberta till mynningen i Liard River vid Fort Liard i Northwest Territories. Flodens längd är 404 kilometer och avrinningsområdet är 23 200 kvadratkilometer. Petitot River är namngiven efter den franske missionären och upptäckaren Émile Petitot.